# Hanns Karlewski

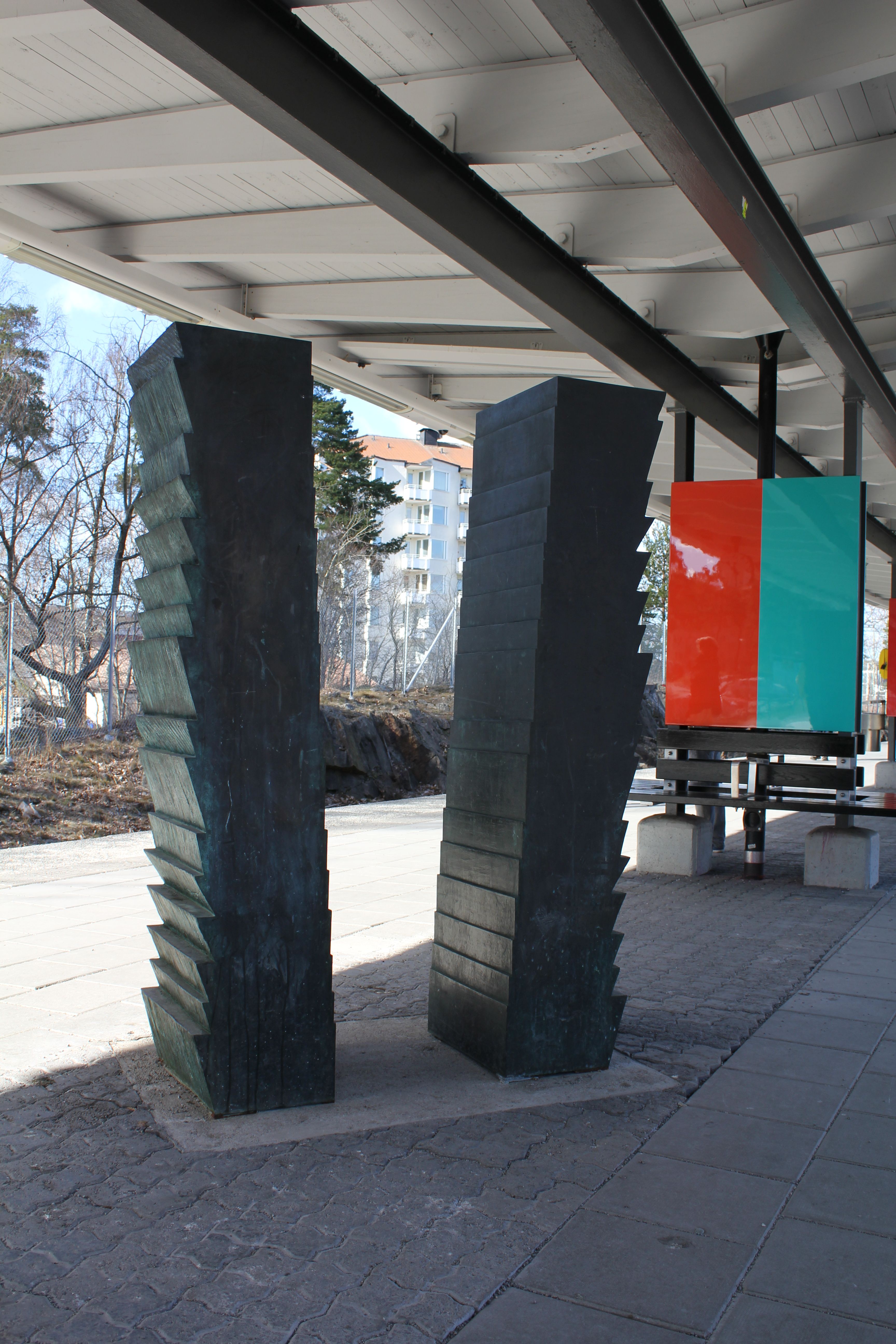
Utsmyckning av Hökarängens tunnelbanestation i Stockholm

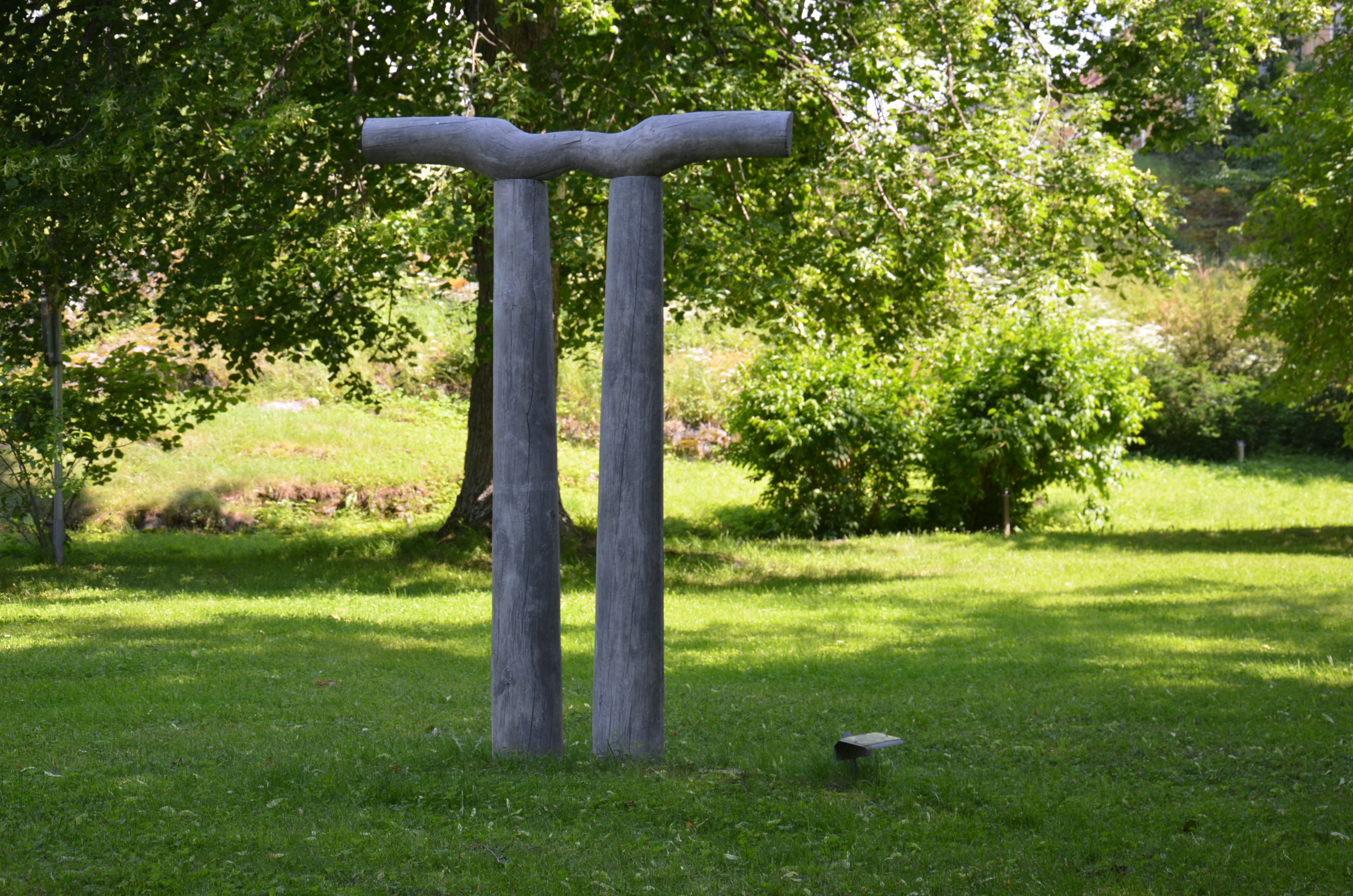
Torii, Görvälns slotts skulpturpark

Hanns Karlewski, född 8 april 1937 i Stockholm, är en svensk konstnär.
Hanns Karlewski utbildade sig vid Konst- och Designhögskolan i Pforzheim i Tyskland och på skulpturlinjen vid Konstakademien i Stockholm 1960-65.

## Offentliga verk i urval
- Vind och vatten, brunn i aluminium, 1966, vid Thulehuset i Helsingborg
- Bronsskulpturer, komposition i plattformsgolv samt lackerade plåtar i plattformstakets stödpelare (som ersätter en ursprunglig svit inglasade färgtryck), 1995, Hökarängens tunnelbanestation, Stockholm
- Torii, 2000, trä Görvälns slotts skulpturpark Järfälla

Karlewski är representerad vid bland annat Kalmar konstmuseum och Moderna museet i Stockholm.

### Fotnoter
1. ↑  ”Kalmar konstmuseum”. Arkiverad från originalet den 3 december 2017. https://web.archive.org/web/20171203082847/http://konstdatabas.designarkivet.se/index.php/Detail/Object/Show/object_id/2347. Läst 2 december 2017.
2. ↑  Moderna museet